# Wegekreuz Am Leloher Pfad (Mönchengladbach)

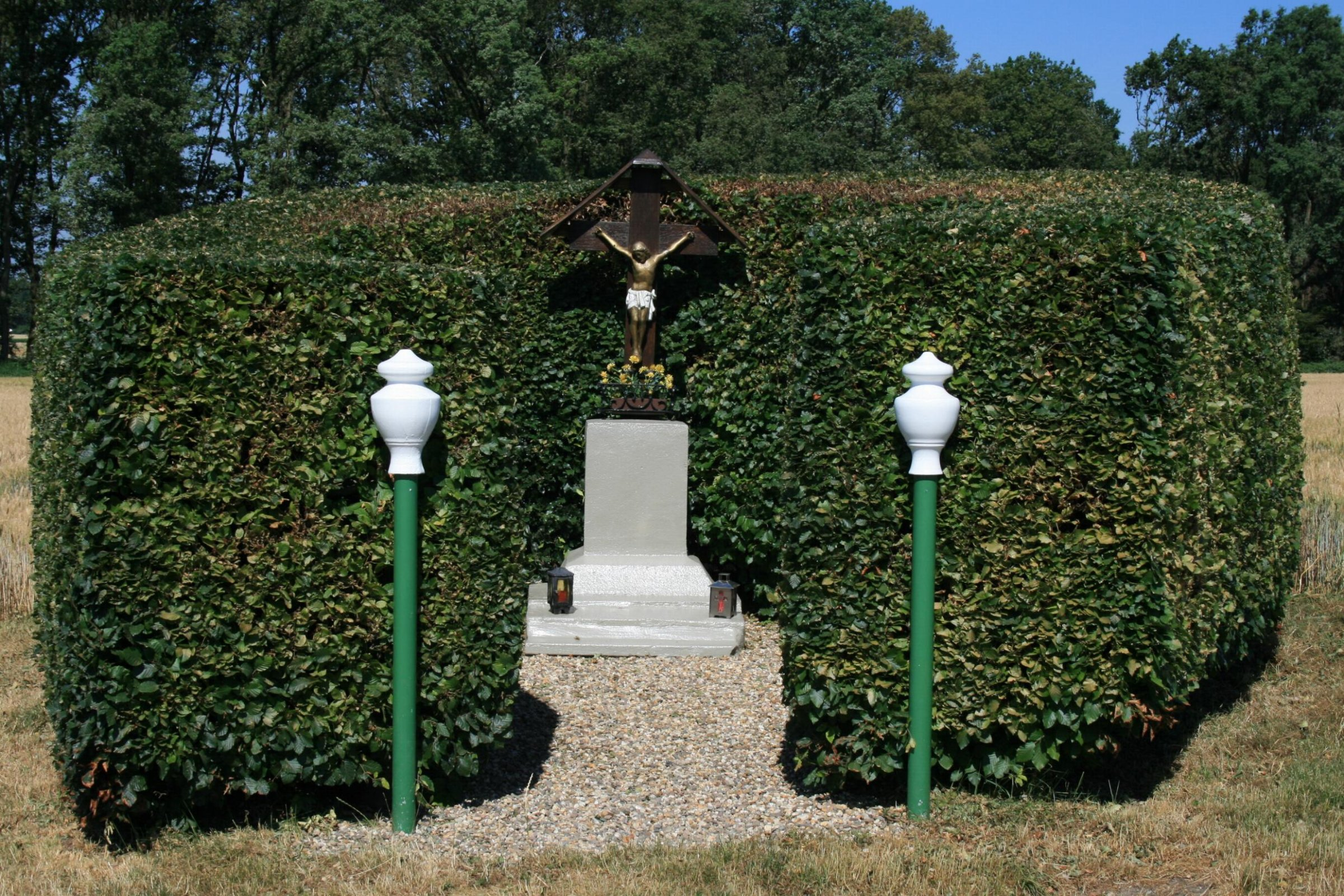
Wegekreuz (2011)

Das Wegekreuz Am Leloher Pfad steht zwischen den Rheindahlener Ortsteilen Genhodder und Koch in Mönchengladbach (Nordrhein-Westfalen) in der Feldgemarkung. Es wurde in der ersten Hälfte des 19. Jahrhunderts erbaut. Das Wegekreuz ist unter Nr. A 040 am 10. Oktober 1995 in die Denkmalliste der Stadt Mönchengladbach eingetragen worden.
Es handelt sich um ein modern erneuertes, flaches Holzkreuz mit älterem Corpus (Metall ?) auf hochrechteckigem, grau gestrichenem Steinsockel über zweistufiger Basis. Das Wegekreuz ist von einer hufeisenförmig angelegten Buchenhecke umgeben. Der Eingang wird markiert durch zwei Metallpfähle mit vasenartigen Bekrönungen.